# Mănăstireni (gmina)
Mănăstireni – gmina w Rumunii, w okręgu Kluż. Obejmuje miejscowości Ardeova, Bedeciu, Bica, Dretea, Mănăstireni i Mănășturu Românesc. W 2011 roku liczyła 1481 mieszkańców.